# Coniopteryx bilinguata
Coniopteryx bilinguata är en insektsart som beskrevs av Meinander 1990. Coniopteryx bilinguata ingår i släktet Coniopteryx och familjen vaxsländor. Inga underarter finns listade i Catalogue of Life.